# L'assassino cieco
L'assassino cieco è un romanzo di Margaret Atwood pubblicato nel 2000. È Ambientato in Canada e la narrazione ha luogo nei giorni nostri, con riferimenti a eventi di tutto il XX secolo.
Il libro ha vinto il Booker Prize e l'Hammett Prize nel 2000. La rivista TIME lo ha nominato il miglior libro di narrativa del 2000 e lo ha incluso nella lista dei 100 miglior romanzi in lingua inglese dal 1923.

## Trama
La narrazione si incentra sulla protagonista, Iris Chase, e la sorella Laura, morta in un incidente d'auto immediatamente dopo la seconda guerra mondiale. Iris, ora un'anziana signora, ripercorre gli eventi e le relazioni della sua infanzia, giovinezza e mezza età, e il suo infelice matrimonio con Richard Griffen, un industriale con forti ambizioni politiche, rivale del padre di lei. Nel romanzo è intrecciata una storia dentro la storia, un romanzo a chiave attribuito a Laura e pubblicato da Iris. Questo romanzo riguarda Alex Thomas, un giovane rivoluzionario che per guadagnare qualcosa scrive dei racconti di fantascienza pulp. All'interno di questo romanzo vi è un'altra storia, l'eponimo Assassino cieco, una vicenda avventurosa ambientata sull'immaginario pianeta Zycron, di cui l'autore parla in anteprima alla sua amante durante i loro segreti incontri amorosi.
Il romanzo diviene una rivelazione graduale che chiarisce sia la gioventù di Iris che la sua vecchiaia prima di arrivare all'evento critico della sua vita con Laura ai tempi della guerra mondiale. Col procedere della narrazione, il romanzo nel romanzo si rivela essere più chiaramente ispirato a fatti reali, e diventa palese che il romanzo di Laura non è ciò che sembra.
Il libro è ambientato nel paese fittizio di Port Ticonderoga in Ontario, e nella Toronto degli anni '30 e '40. È un'opera di finzione storica con un ruolo importante giocato dagli eventi principali della storia del Canada. La verosimiglianza è accentuata grazie all'uso di una serie di articoli di giornale che seguono gli eventi storici e i personaggi del romanzo.

## Edizioni italiane
- L'assassino cieco, traduzione di Raffaella Belletti, Milano, Ponte alle Grazie, 2001, ISBN 88-7928-536-X.
- L'assassino cieco, Milano, TEA, 2003, ISBN 88-502-0481-7.